# 克氏擬溝鯰
克氏擬鈎鯰，為輻鰭魚綱鯰形目甲鯰科的其中一種，為熱帶淡水魚，分布於南美洲蓋亞那Coppename河流域，體長可達9.4公分，棲息在底層水域，生活習性不明。